# Venusia pearsalli
Venusia pearsalli är en fjärilsart som beskrevs av Dyar 1906. Venusia pearsalli ingår i släktet Venusia och familjen mätare. Inga underarter finns listade i Catalogue of Life.

## Bildgalleri

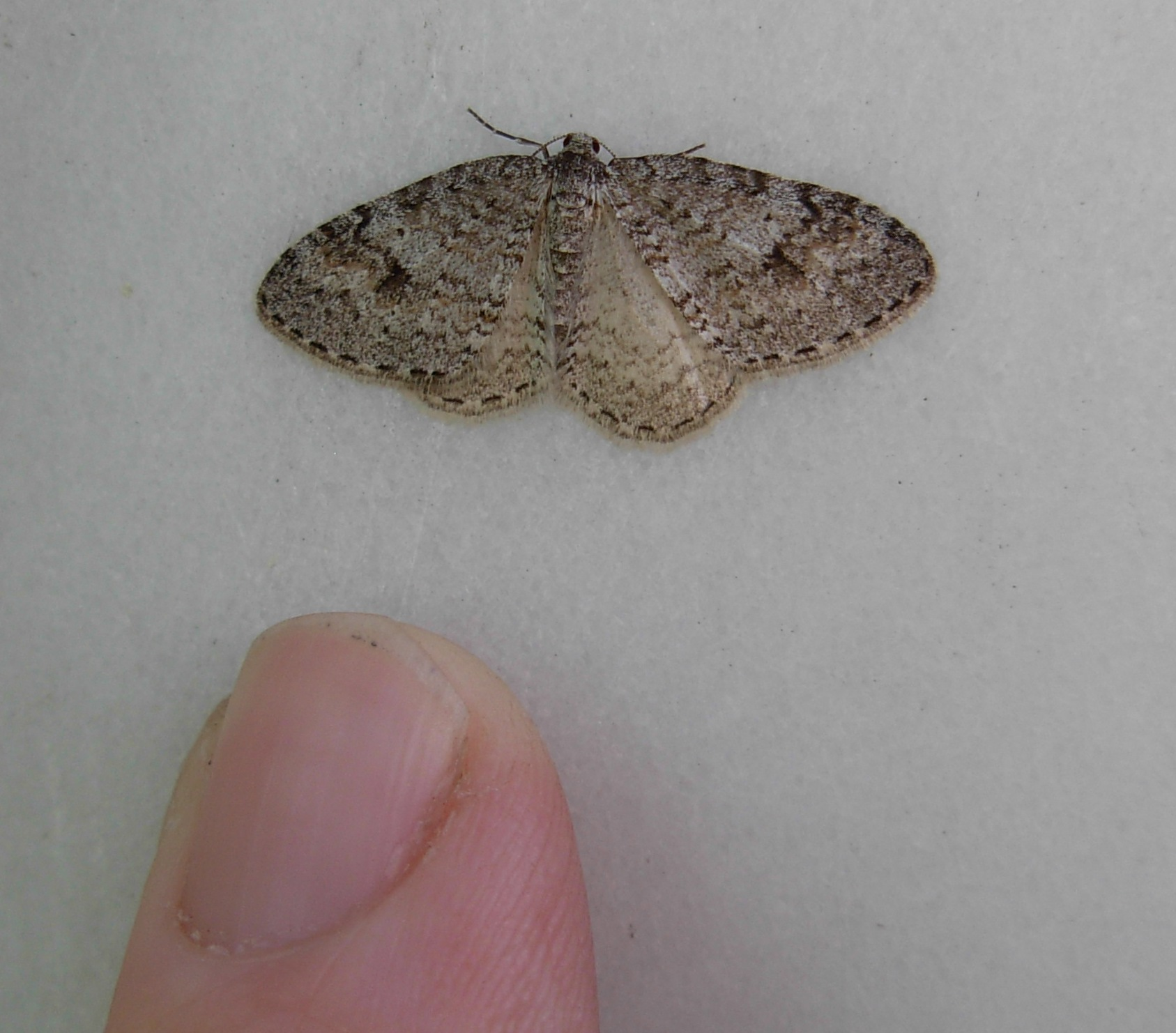